# ふくふく東京号

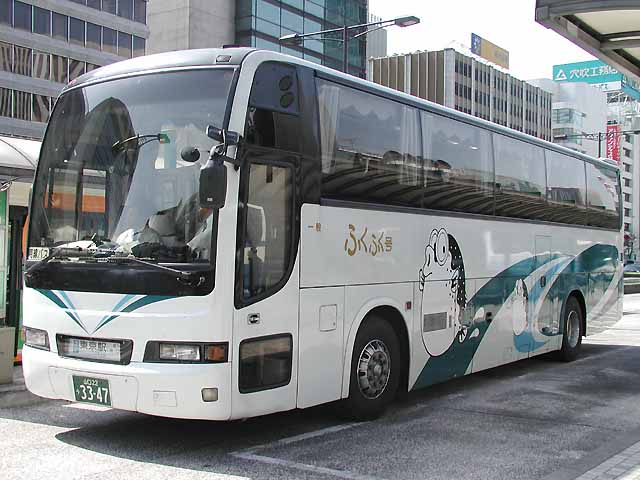
ふくふく東京号 サンデン交通（日産ディーゼル・スペースウィング）

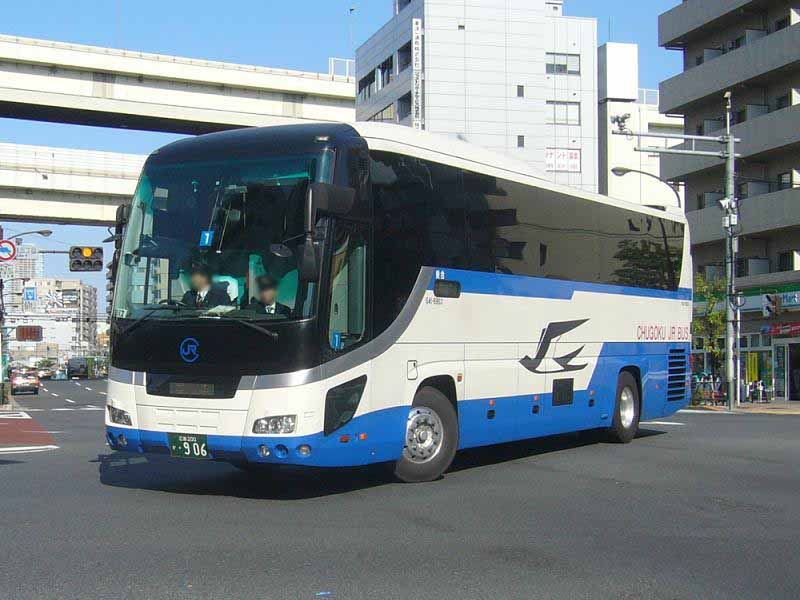
ドリームふくふく号 中国JRバス（いすゞ・ガーラ）

ふくふく東京号（ふくふくとうきょうごう）は、かつて東京都・横浜市と山口市・宇部市・山陽小野田市・下関市を結んでいた夜行高速バス路線の愛称である。
西日本鉄道が運行する「はかた号」（福岡市の西鉄天神高速バスターミナル - 東京都の新宿駅西口・京王新宿高速バスターミナル間）に次ぐ、日本で2番目に長い距離を走る夜行高速バスであった。ただし始発から終点までの所要時間の面では「はかた号」を上回り、日本で最も所要時間の長い高速バスであった。また、JRバスの最長距離路線でもあった。
「はかた号」と同様、九州地方からの利用者も多く、特に北九州市では「はかた号」運行開始当初は停車しなかったことと、山陽本線での連絡上の関係から利用客が多かった。
JRバス側ではドリームふくふく号という路線愛称を設定していた。また、ふくふく号・ふくふく号東京と案内されることもあった。

## 沿革
- 1991年3月28日 - サンデン交通・JRバス関東により運行開始[1]。
- 1996年10月10日 - この日の東京発便より、JRバス関東の車両が三菱ふそう・エアロキングからボルボ・アステローペに変更される。
- 1997年11月1日 - 宇部・小野田経由に変更。またこの頃に山陽道が全線開通したため、中国道経由から山陽道経由に変更される。
- 1998年 - サンデン交通の車両が三菱ふそう・エアロキングから日産ディーゼル・スペースウィングに変更される。
- 2000年9月1日 - JRバス関東が撤退し、中国JRバスが参入。
- 2005年4月20日 - 横浜シティ・エア・ターミナル (YCAT) 経由に変更。「ノンストップスーパーふくふく号」「スーパーふくふく号」「ドリームふくふく3・4号」を廃止。
- 2006年11月30日 - 同日出発便をもって路線廃止。

## 運行会社
1日1往復の運行であった。
- 中国JRバス
  - 広島支店が夜行0.5往復を担当（片道1便、2人交代乗務）。
    - 下関に営業拠点がないため、ニューブリーズ号（広島～東京）の間合い運用で対応していた。乗務員交代のため沼田PAに停車する。予約センターは宇部市にある。
- サンデン交通
  - 東駅営業所が夜行0.5往復を担当（片道1便、2人交代乗務）。
- 東京での発券・運行支援業務は、JRバス関東（東京支店）が担当。
- 横浜での発券業務は、神奈川中央交通・湘南神奈交バスが担当。

## 概要
| 初代「ドリームふくふく号」の車両 JRバス関東（三菱ふそう・エアロキング） |  | 初代「ふくふく東京号」の車両 サンデン交通（三菱ふそう・エアロキング）2759（→2929） |
| 初代「ドリームふくふく号」の車両 JRバス関東（三菱ふそう・エアロキング） |  | 初代「ふくふく東京号」の車両 サンデン交通（三菱ふそう・エアロキング）2759（→2929） |

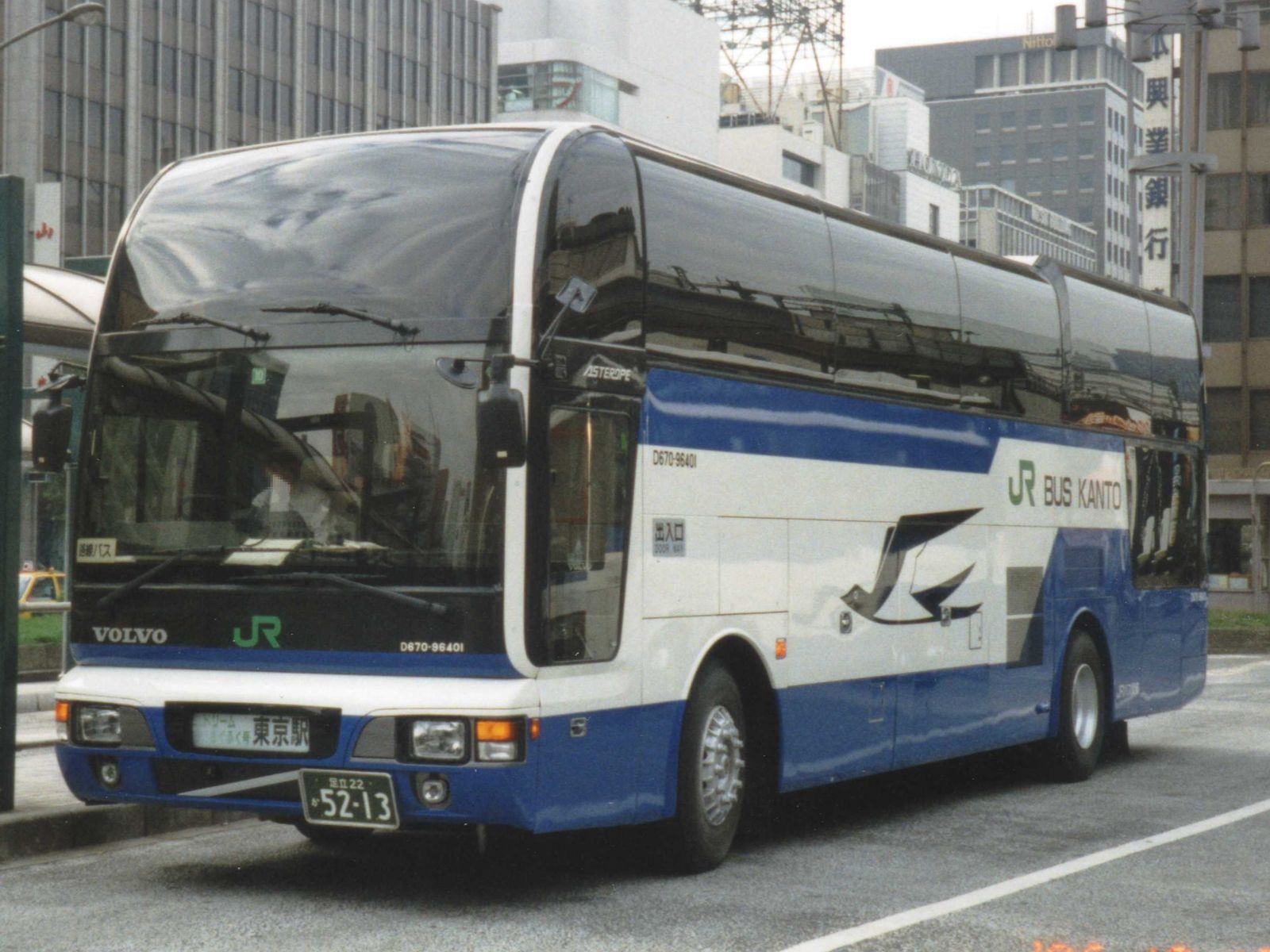
2代目「ドリームふくふく号」の車両 JRバス関東（ボルボ・アステローペ）

夜行高速バスとしては初めてダブルデッカー（三菱ふそう・エアロキング）を投入した路線である。
当時すでに最長距離高速バスの「はかた号」が運行されており、長距離路線ゆえに後部サロンを設置したことが話題になっていたが、この路線ではダブルデッカーの1階席を全てサロンとして設定することで、さらにフリースペースを充実させる方策をとった。
その後、JRバス関東では1996年にボルボ・アステローペを投入しているが、ダブルデッカー、アステローペともこの路線で初めて導入され、いずれもその後のJRバス関東の高速バス車両として大量導入された。
しかし車両更新時には、サンデン交通の車両は「はかた号」とほぼ同様のスーパーハイデッカー（日産ディーゼル・スペースウィング）となり、サロンは縮小された。また、採算面からJRバス関東から中国JRバスへ移管され、JRバスの車両も三菱ふそう・エアロクィーンIに変更され、この際にJRバス担当便ではサロンも廃止された。末期はJRバスではいすゞ・ガーラSHDも使用されていた。
多客期には、季節直行便「ノンストップスーパーふくふく号」「スーパーふくふく号」「ドリームふくふく3・4号」が運行されていた。山口県内は下関駅以外無停車の臨時便で、中国自動車道下関IC経由で、山口県内で一般道を経由しないため通常便より所要時間が1時間ほど短縮されていた。
2005年4月20日の改正で、季節直行便の廃止や運賃の見直し、東京側の拠点に横浜駅（YCAT）を加えるなどの収支改善策を施してきたが、いずれも採算面での抜本的な改善策にはならず、2006年11月30日出発便限りで廃止となった。廃止直前の東京駅 - 下関駅のふくふく東京号の運賃は、片道13,000円/往復23,000円であった。
路線廃止の背景には、下関市から海を隔てたほぼ至近距離にある2006年3月16日に開港した北九州空港から東京国際空港を結ぶ新規航空会社スターフライヤーの存在があった。スターフライヤーは早朝から深夜までの運航ダイヤを取っており、運賃もふくふく東京号と遜色ないことから競争が激化した。
また、燃料費の高騰や車両更新の時期が迫っていたこと、さらには旅行会社が企画するツアーバスの参入も影響が大きかった。本路線廃止後、サンデン交通自身もオリオンツアーやハーヴェストホールディングス主催のツアーバスの運行に携わるようになっていた。オリオンツアーとの契約解除後は、多客期に限り自社でツアーバス「サンデンライナー」（運行はサンデン観光バス）を催行していたが、2013年8月1日からの新高速乗合バス制度移行の影響により同年7月末をもって終了した。
なお、「ふくふく東京号」廃止前年の2005年には、東京 - 下関間の寝台特急「あさかぜ」が廃止されている。
路線廃止後は、東京 - 山口間の夜行高速バスは防長交通の「萩エクスプレス」、ツアーバスから新高速乗合バスへ移行した「オリオンバス」、オリオンバスの運行から離脱した天領バスの「Tenryo LINER」の3路線が代替する形となっている。
サンデン交通の車両は、初代車両の登録番号は「山口22う2759」と「山口22う2790」の2台だったが、当時はまだまだ希望ナンバー制度がなかったため、1993年に登録記載事項変更により登録番号を「山口22う2929」（ふくふく）と「山口22う2934」（ふくさし）に変更した。末期にはご当地ナンバー導入により下関ナンバーに変更した車両を運行していた。

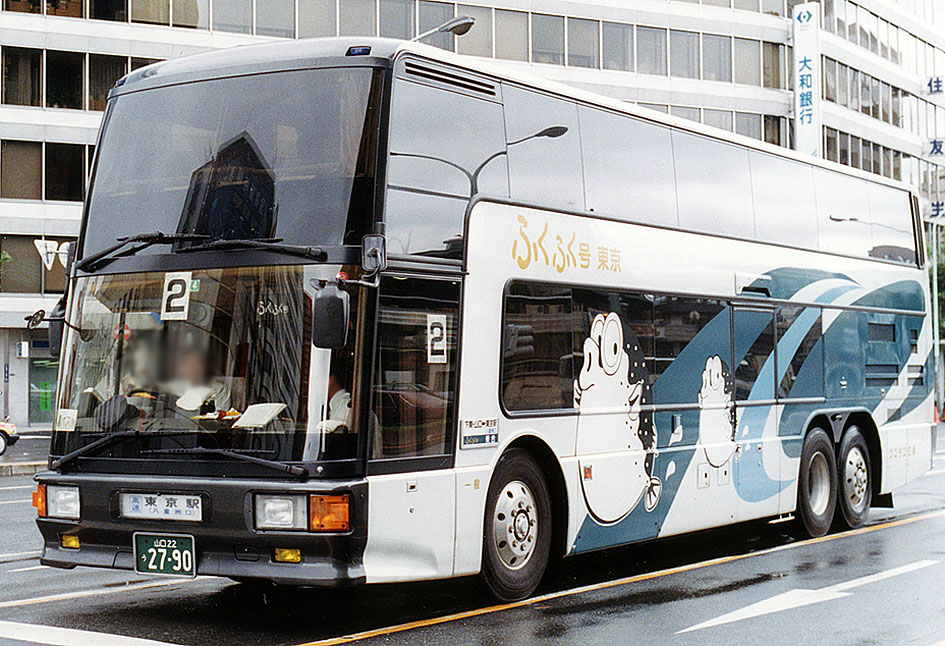
初代「ふくふく東京号」の車両 サンデン交通（三菱ふそう・エアロキング）2790（→2934）
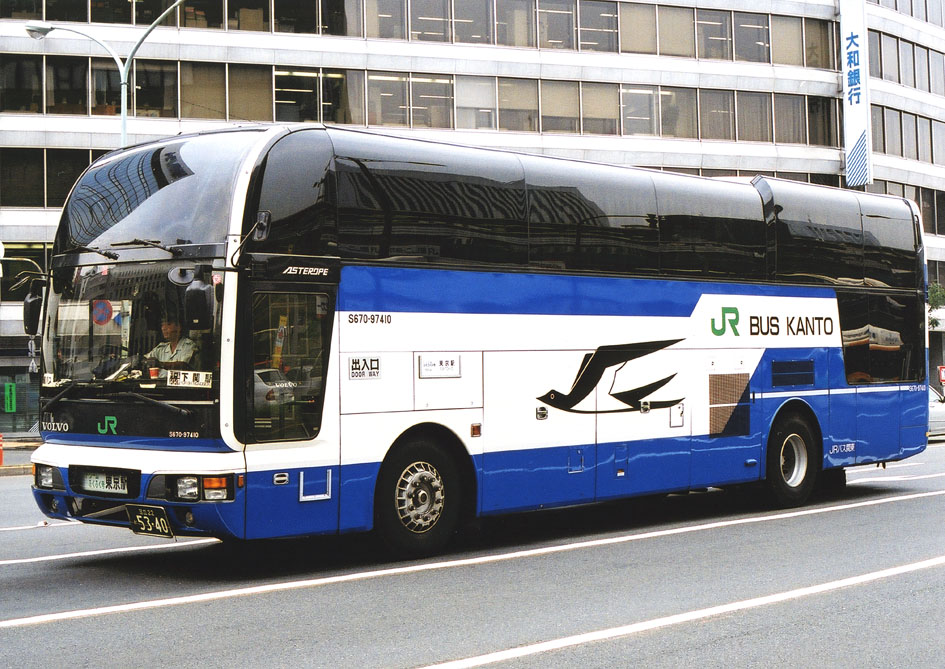
2代目「ドリームふくふく号」の車両 JRバス関東（ボルボ・アステローペ）
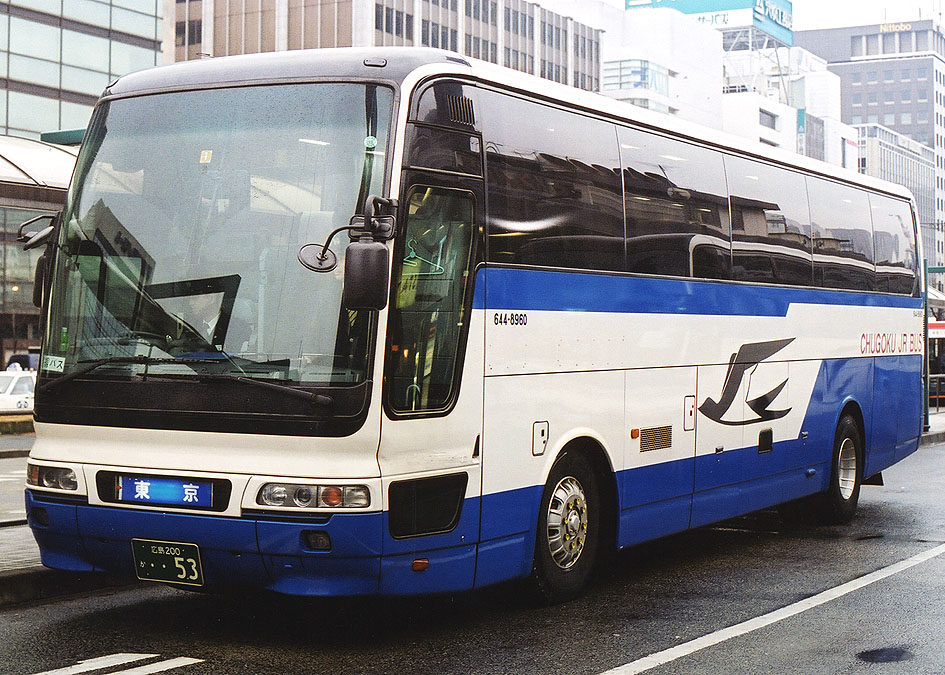
「ドリームふくふく号」の車両 中国JRバス（三菱ふそう・エアロクィーンI）
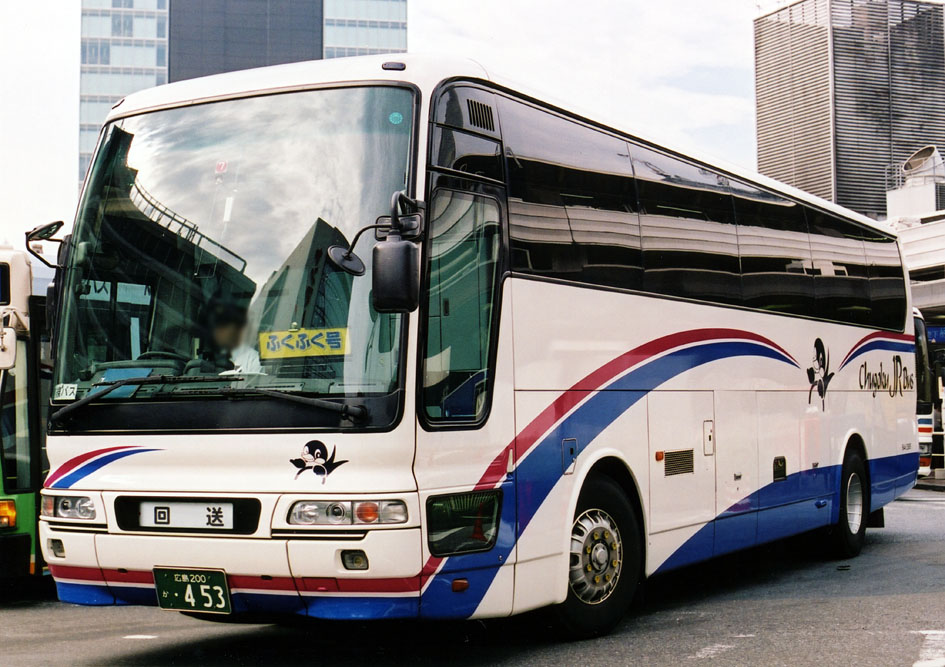
「ドリームふくふく号」の車両 中国JRバス（三菱ふそう・エアロクィーンI）

## 路線
路線廃止直前の運行経路。太字は停車停留所。山口県内のみの利用不可。
- 東京駅 - 京橋出入口 - （首都高速道路都心環状線・1号羽田線・神奈川1号横羽線） - 東神奈川出入口 - 横浜駅東口 (YCAT) - 横浜駅東口出入口 - （首都高速神奈川3号狩場線・横浜横須賀道路・保土ヶ谷バイパス・東名高速道路・名神高速道路・中国自動車道・山陽自動車道） - 防府東IC - （国道262号） - 山口米屋町 - 山口湯田温泉 - （国道9号） - 小郡IC (小郡道路) - （小郡道路・山口宇部道路） - 宇部南IC - （国道190号） - 宇部中央 - 小野田駅 - （国道190号） - （国道491号） - 小月局前 - （国道2号） - 城下町長府 - （国道9号） - 下関駅

東京駅は八重洲南口発、日本橋口着。
東京駅・横浜シティエアターミナル (YCAT)・山口米屋町・山口湯田温泉・宇部中央バス停・小野田駅・小月郵便局前・城下町長府・下関駅に停車していた。
運行開始当初は、山口湯田温泉 - 小月局前間は中国自動車道経由で、美祢ICに停車していた。
横浜 (YCAT) 経由となる前は東名高速道路・首都高速3号渋谷線経由で、東京駅行きのみ東名江田・東名向ヶ丘・霞が関に停車していた。